# Échec et Mort
Cet article concerne le film de Bruce Malmuth (1990). Pour le film de Laurence Malkin (2006), voir Five Fingers.
Pour plus de détails, voir Fiche technique et Distribution.
Échec et Mort ou Ultime Vengeance au Québec (Hard to Kill) est un film américain réalisé par Bruce Malmuth, sorti en 1990.

## Synopsis
Pour avoir enregistré une conversation compromettante entre un mafioso et un député, le détective Mason Storm et sa femme sont abattus par deux policiers corrompus. Laissé pour mort, Storm reste sept ans dans le coma. Lorsqu'il en sort, un tueur arrive à l'hôpital pour l'achever mais parvient à échapper à l'exécution grâce à une infirmière chargée de ses soins, Andy Stewart. Après avoir récupéré et retrouvé ses forces, Storm se met en quête de se venger en retrouvant les responsables.

## Fiche technique
- Titre original : Hard to Kill
- Titre français : Échec et Mort
- Titre québécois : Ultime Vengeance
- Réalisation : Bruce Malmuth
- Scénario : Steven McKay
- Musique :  David Michael Frank
- Photographie : Matthew F. Leonetti
- Montage :  John F. Link
- Production : Gary Adelson, Joel Simon, Bill Todman, Jr
- Société de production : Warner Bros., Adelson/Todman/Simon Productions, Lee Rich Productions
- Société de distribution : Warner Bros.
- Pays d'origine :  États-Unis
- Langue: Anglais américain
- Tournage : du 3 avril 1989 au 16 juin 1989
- Format : Couleur (Technicolor) — 35 mm — 1,85:1 — Son : Dolby Stereo
- Genre : Action, Policier
- Durée : 96 minutes
- Dates de sortie :
  -  États-Unis : 9 février 1990
  -  Royaume-Uni : 1er juin 1990
  -  Espagne : 13 juillet 1990
  -  France : 1er août 1990
  -  Allemagne de l'Ouest : 16 août 1990
  -  Pays-Bas : 17 août 1990
  -  Japon : 17 novembre 1990
- Film interdit en salles aux moins de 12 ans lors de sa sortie en France

## Distribution
- Steven Seagal (VF : Michel Vigné ; VQ : Hubert Gagnon) : Détective Mason Storm
- Kelly LeBrock (VF : Anne Rondeleux ; VQ : Élise Bertrand) : Andrea Stewart
- William Sadler (VF : Hervé Bellon ; VQ : Yves Corbeil) : Sénateur Vernon Trent
- Frederick Coffin (VF : Claude Brosset ; VQ : Ronald France) : Lieutenant Kevin O'Malley
- Charles Boswell (VQ : Serge Turgeon) : Jack Alex
- Branscombe Richmond (VF : Marc Alfos ; VQ : Bernard Fortin) : Max Quentero
- Andrew Bloch (VQ : Marc Bellier) : Capitaine Dan Hulland
- James DiStefano (VF : Michel Mella) : Nolan
- Dean Norris (VF : Vincent Grass) : Sergent Goodhart
- Lou Beatty Jr. (VF : Med Hondo) : Sergent Carl Becker
- Jerry Dunphy : Lui-même
- Zachary Rosencrantz (VQ : Inti Chauveau) : Sonny Storm
- Robert Lasardo (VF : Lionel Henry) : Un punk
- Geoffrey Bara : Sonny à cinq ans

## Sortie et accueil

### Box-office
Échec et mort débute à la première place du box-office américain avec un week-end d'ouverture brut de 9,2 millions de dollars, le plus gros démarrage sur trois jours de février à l'époque. Il a finalement rapporté 48 millions de dollars aux États-Unis et au Canada  et 75 millions de dollars dans le monde entier.
En France, le film débute à la huitième place du box-office avec 40 839 entrées. Le long-métrage peine à se maintenir et fait sa dernière apparition dans le top 30 après se troisième semaine d'exploitation et un total de 68 881 entrées. Il totalise 207 233 entrées au Royaume-Uni et 107 316 entrées en Allemagne.